# Бои за Изюм
Бои за Изю́м — боевые действия за город Изюм в Харьковской области в ходе вторжения России на Украину в марте 2022 года.
Обстрелы и бомбардировки города начались в конце февраля. В феврале—марте в результате непрерывных обстрелов со стороны российских войск Изюм был практически полностью разрушен, а большинство оставшихся в нём жителей лишилось электроэнергии, газа, теплоснабжения, канализации, мобильной связи, медицинских и похоронных служб и вынуждено прятаться в подвалах. В марте ситуация в Изюме приобрела масштаб гуманитарной катастрофы. C 1 апреля Изюм был оккупирован российскими войсками, которые использовали город как плацдарм для наступления на север Донецкой области в ходе битвы за Донбасс.
В сентябре 2022 года, в ходе контрнаступления ВСУ в Харьковской области, Изюм был освобождён украинскими войсками. Возле него обнаружено массовое захоронение, сделанное во время оккупации. За 6 месяцев оккупации, по данным Украины, в Изюме погибло более 1000 местных жителей.

## Оперативный контекст
Изюм называют ключом к Донбассу: это важный транспортный узел, стоящий на трассе от Харькова до Донбасса (Славянска и Краматорска). Таким образом, его взятие открывает дорогу на Славянск и даёт возможность зайти в тыл группе украинских войск в Донбассе. В Изюме находится гора Кременец высотой 218 метров над уровнем моря, обладание которой даёт военное преимущество. Через город течёт река Северский Донец — серьёзная преграда, по которой проходила сложившаяся в марте линия фронта, и на южном берегу которой в районе Изюма российским войскам удалось создать плацдарм. После захвата города он использовался Россией для дальнейших попыток наступления.
Аналитики США высказывали мнение, что Изюм нужен России для удержания линии фронта и продвижения к Днепру и другим стратегически важным городам. По мнению политолога Павла Лузина, контроль над проходящей через Изюм трассой на Славянск необходим для захвата и удержания новых территорий для ДНР и ЛНР. По оценке ISW и ряда других военных экспертов, Россия сначала планировала окружить украинские войска на востоке Украины, замкнув котёл по линии Изюм — Славянск — Дебальцево, однако в мае в связи с неудачей наступления из Изюма перенаправила усилия на попытки создания меньшего котла вокруг Северодонецка и Лисичанска, что стало бы завершением захвата Луганской области.

## Силы сторон

### Украина
- 3-я танковая бригада[18];
- 17-я отдельная танковая бригада[19];
- 81-я отдельная аэромобильная бригада[20];
- 95-я отдельная десантно-штурмовая бригада[21];
- 92-я отдельная механизированная бригада[21].

### Россия
- 1-я гвардейская танковая армия[22];
  - 1-й гвардейский танковый полк 2-й гвардейской мотострелковой дивизии[19][21];
  - 13-й гвардейский танковый полк 4-й гвардейской танковой дивизии[21][23];
  - 2—3 БТГ 47-й танковой дивизии[19][21];
- 20-я гвардейская общевойсковая армия[22];
  - подразделения 144-й гвардейской мотострелковой дивизии[24];
  - 237-й танковый полк 3-й мотострелковой дивизии[21];
- подразделения 29-й, 35-й, 36-й общевойсковых армий, 68-го и 11-го армейских корпусов[22][25];
- БТГ 61-й отдельной бригады морской пехоты[21];
- БТГ 106-й гвардейской воздушно-десантной дивизии[23].
- 45-я отдельная гвардейская инженерная бригада[26];

В сумме действовало 12—13 БТГ ВС РФ на изюмском направлении по состоянию на 6 апреля 2022 года.

## Ход боевых действий

### Февраль

#### 27 февраля
По данным BBC, в Изюме на улице Капитана Орлова в угол дома 45 попал снаряд, а на улицу Московская упала неразорвавшаяся бомба.

#### 28 февраля
По данным МВД Украины, появились первые сообщения о российских нападениях. Согласно BBC, на город были сброшены ещё две авиабомбы, одна из которых попала в пятиэтажный дом. Воинских частей, по словам заместителя мэра Изюма, в городе нет.
Мэр Изюма Валерий Марченко рассказал о телефонном разговоре с человеком, представившимся российским офицером и угрожавшим «создать в Изюме гуманитарную катастрофу» и разрушить город, если украинские войска не покинут позиции, а мэр этому не поспособствует. Марченко, по его словам, ответил, что Изюм останется украинским городом.

### Март

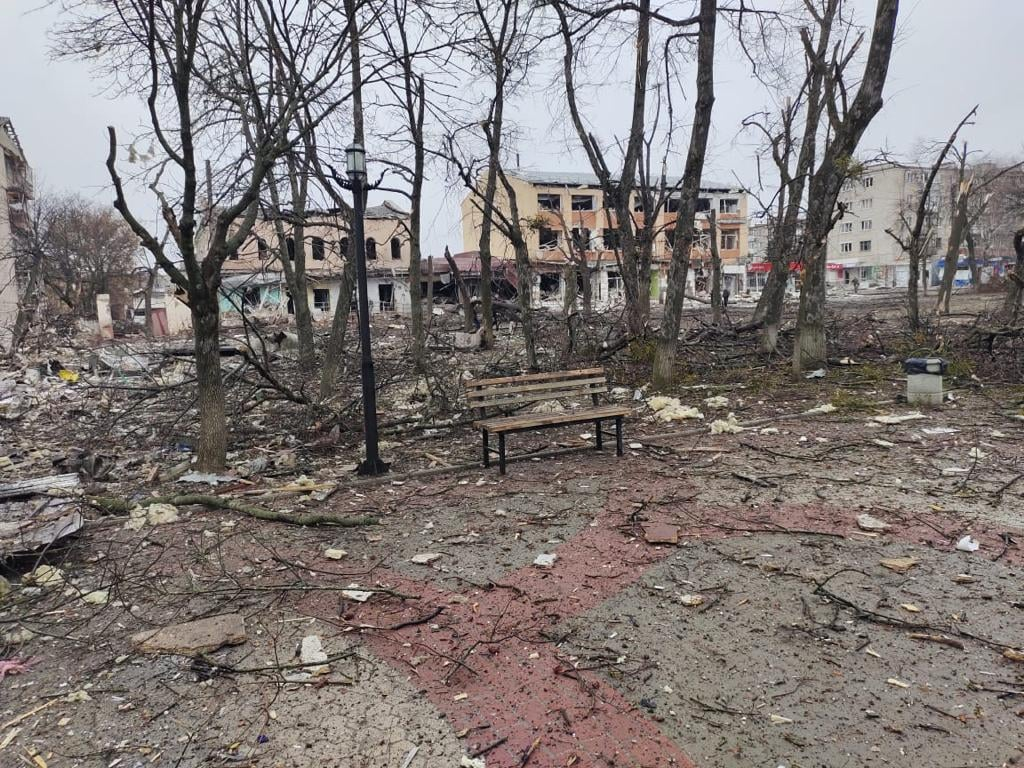
Улица Изюма после обстрелов, 6 марта

#### 3 марта
Ночью были осуществлены массированные удары, повредившие дома на нескольких улицах, известно о 8 погибших.

#### 7 марта
Вечером пригороды и северная часть города были захвачены российской армией. Украинские военные взорвали мосты через реку, и на её берегу начались длительные бои. Украинское командование заявило, что российские войска понесли значительные потери и отошли. Гуманитарные коридоры согласованы не были, «режим тишины» не соблюдался.

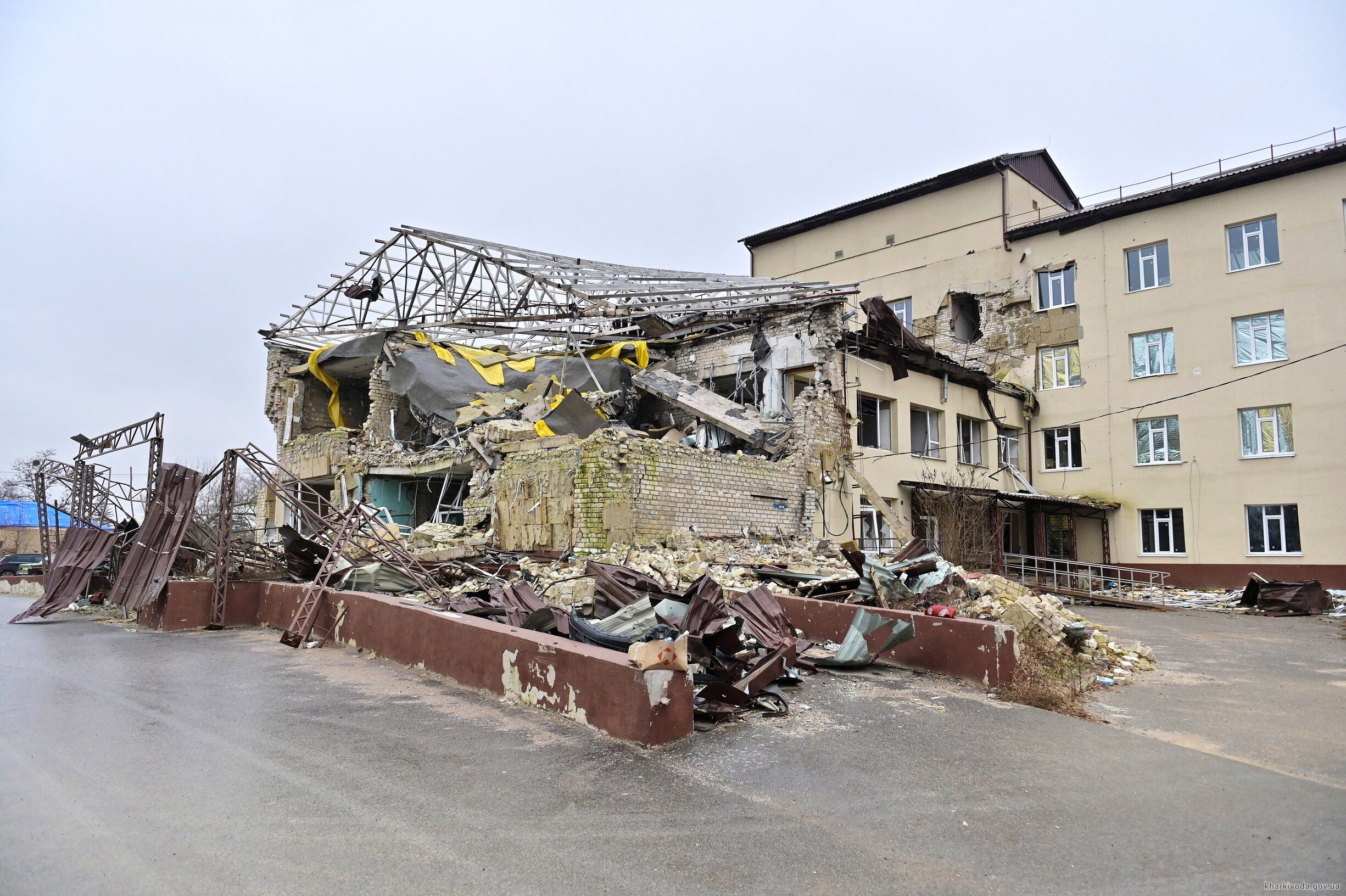
Разрушенное крыло городской больницы

#### 8 марта
Продолжались активные боевые действия. Российским обстрелом разрушено крыло центральной городской больницы. Тем не менее больница продолжала работать всё время оккупации.

#### 9 марта

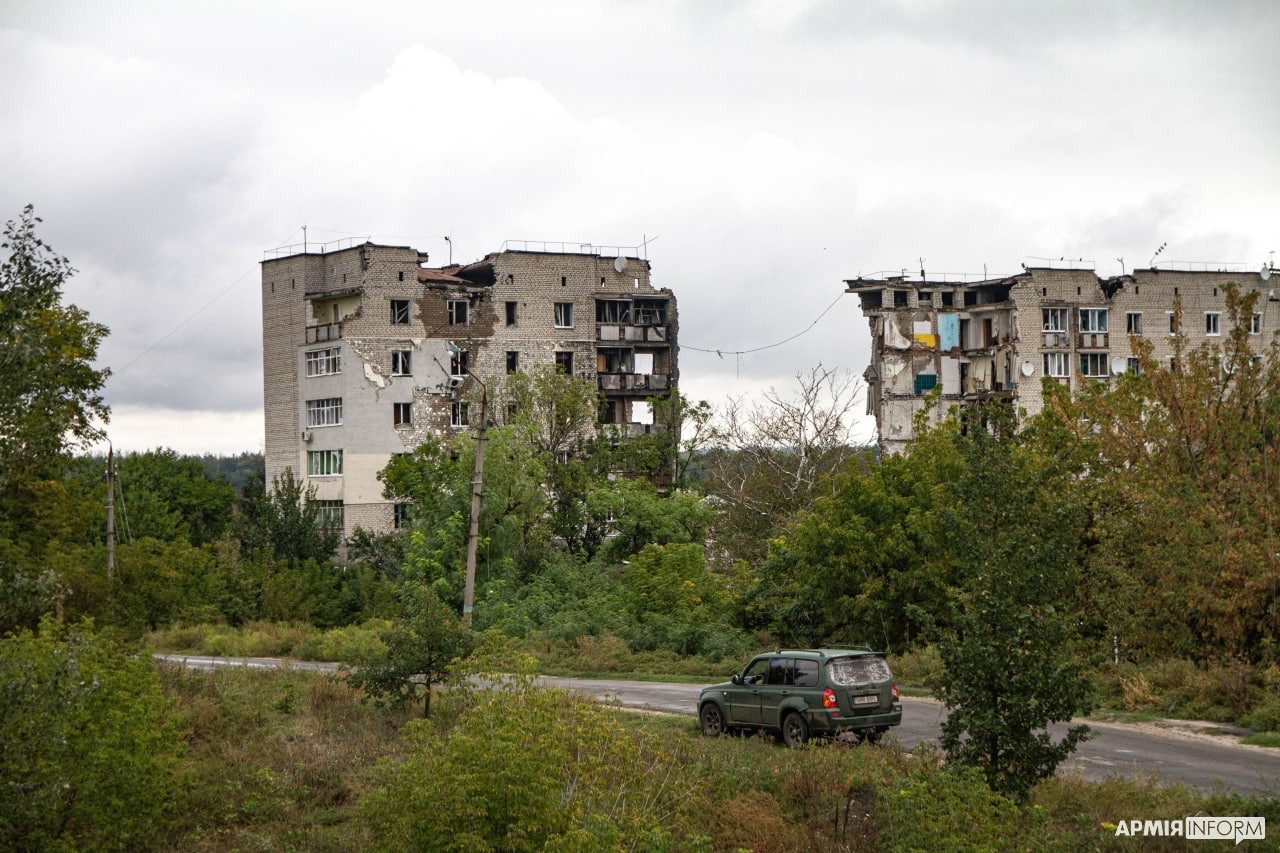
Остатки жилого дома по улице Первомайской, 2, разрушенного 9 марта

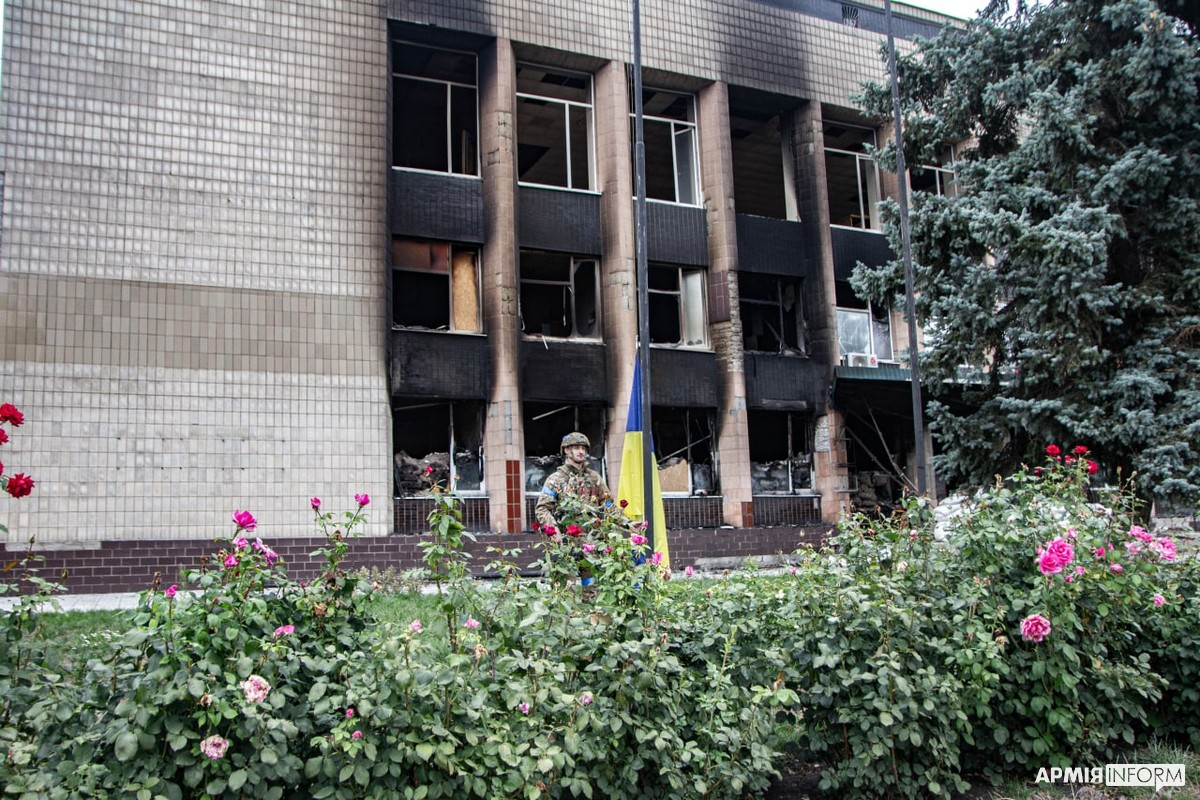
Здание городского совета после боёв

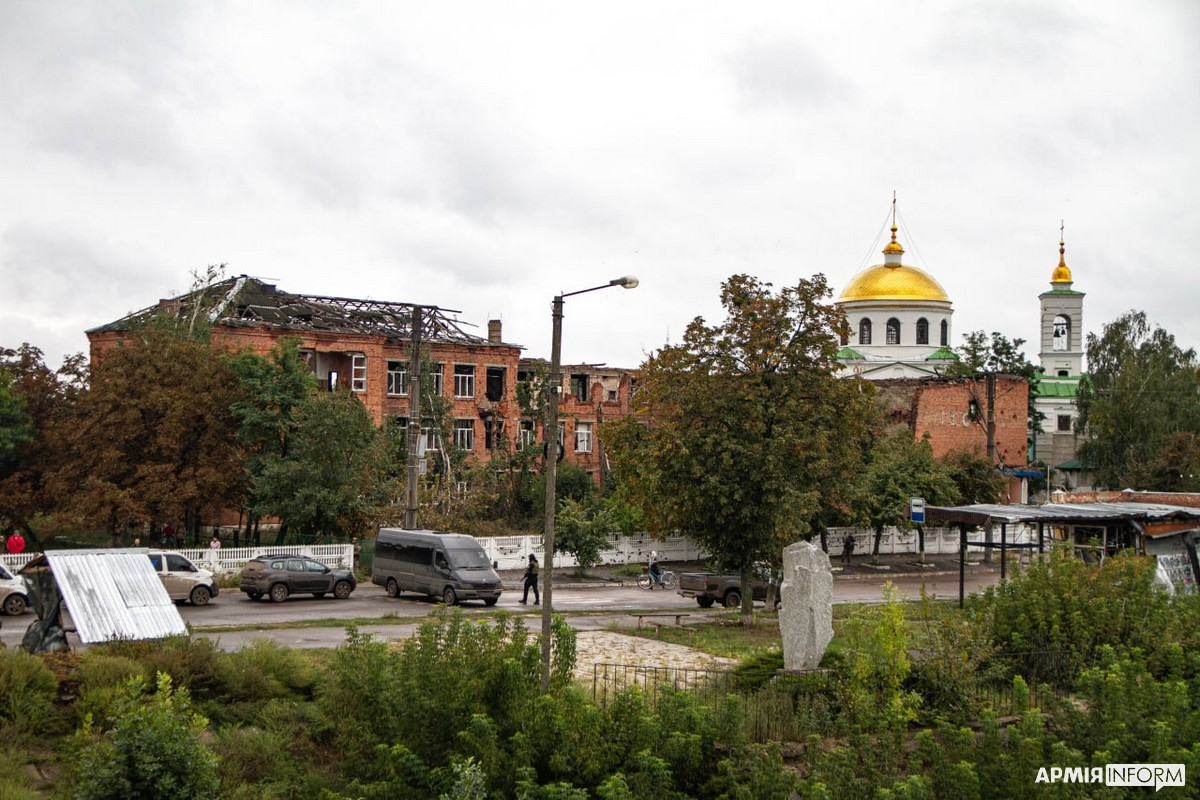
Разрушенная гимназия

Из города удалось эвакуировать 250 человек (из запланированных 5000); были проблемы с оповещением жителей, сообщалось об интенсивном обстреле города.
Около 9 утра российским авиаударом разрушен 5-этажный дом по адресу Первомайская, 2. 10 мая Олег Синегубов сообщил, что под завалами нашли тела 44 мирных жителей, а в сентябре уполномоченный Верховной рады по правам человека Дмитрий Лубинец сообщил о 54 погибших. Human Rights Watch, расследовавшая эту бомбардировку, смогла подтвердить гибель 44 мирных жителей (военных в здании не было; не обнаружено и признаков использования ими этого дома в военных целях) и предполагает, что всего погибших было больше. Спасатели сообщают, что извлекли из-под завалов 51 тело, из которых 44 удалось опознать. Ещё нескольких погибших похоронили до начала работы спасателей. Эта атака стала одной из самых смертоносных за всю войну. В то же утро рядом был разрушен ещё один дом. В нём, насколько известно, погибли 3 человека, 2 из которых предположительно были украинскими военнослужащими.

#### 10 марта
Из Изюма выехали 44 эвакуационных автобуса с примерно 2000 человек по ранее согласованному коридору.

#### 11 марта
Начальник Национального центра управления обороной РФ Михаил Мизинцев заявил, что гуманитарный коридор в сторону г. Лозовая не работает по вине украинской стороны. Украинская сторона объяснила срыв эвакуации непрекращающимися обстрелами.

#### 14 марта
Городская власть по указанию харьковского руководства покинула Изюм. Украинский омбудсмен Людмила Денисова сообщила, что он почти стёрт с лица земли, бои продолжаются, а гуманитарных коридоров нет; сообщалось, что российский танк обстрелял автобус, предназначенный для эвакуации гражданских. На следующий день замглавы Изюма Владимир Мацокин заявил об отсутствии в городе воды, электричества, тепла, еды, медикаментов и связи.

#### 16 марта
Вновь был согласован гуманитарный коридор, но Владимир Мацокин заявил о срыве эвакуации населения.

#### 20 марта
В середине марта российские войска создали в районе Изюма несколько понтонных мостов, а в последнюю неделю месяца заняли южную часть города и соседнее село Каменка, чем обезопасили эти мосты — по заявлению Росгвардии, её спецназ ночью форсировал реку Северский Донец, захватил плацдарм на окраине Изюма, отразив контратаку украинских военных, и обеспечил наведение моста. В этот же день украинские СМИ сообщили, что накануне при попытке навести переправу через Северский Донец в районе Изюма были убиты заместитель руководителя инженерных войск Западного военного округа РФ полковник Николай Овчаренко и ещё 18 российских военнослужащих. Через три дня в российских СМИ появилось подтверждение гибели Овчаренко при наведении понтонного моста в Изюме.

#### 22 марта
Прошла контратака украинской армии.

#### 24 марта
Официальный представитель Министерства обороны РФ Игорь Конашенков заявил на утреннем брифинге, что город Изюм взят российскими военными под полный контроль. Однако Олег Синегубов заявил, что бои продолжаются, ВС РФ находятся в южной части города.

#### 26—28 марта
Украинские войска уничтожили два понтонных моста к юго-западу от Изюма.
Российские войска, не имея полного контроля над городом, обошли его, форсировали Северский Донец и продвинулись на юг, прорываясь в Донецкую область. активные бои велись южнее Изюма (по дороге на Славянск), в районе сёл Каменки, Сухой Каменки и за близлежащее к ним Топольское.

#### 29 марта
Местные власти сообщили, что гуманитарных коридоров из Изюма не открывалось более 2 недель.

### Апрель

#### 1 апреля
Город был захвачен российскими войсками. По мнению властей Изюма, значительную роль в захвате города сыграли коллаборанты, один из которых указал россиянам дорогу в южную часть города, а другой показал броды через реку. Госбюро расследований открыло уголовные производства против 4 жителей города (двух городских депутатов и двух местных политиков). По состоянию на декабрь 2023 года СБУ возбудила в Изюме дела за коллаборационизм против 30 человек.

#### 8 апреля
На спутниковых снимках были замечены сотни единиц российской военной техники, двигавшиеся через Великий Бурлук к Изюму, что было расценено как подготовка к наступлению на Днепр. В тот же день Пентагон сообщил, что российские войска в Изюме и окрестностях собираются продвигаться на юг и юго-восток.

#### 10 апреля
Олег Синегубов сообщил, что российская колонна, двигавшаяся к Изюму, была уничтожена.

#### 17 апреля
Генштаб Украины заявил, что Россия начала в Изюме принудительную мобилизацию.

#### 18 апреля
Сообщалось, что к украинским силам, сгруппированным южнее Изюма, присоединилась 3-я танковая бригада. Также городская администрация сообщала, что все 3 попытки согласования полноценных коридоров срывались, и с 10 марта выезд людей из города происходил лишь в частном порядке, с высоким риском попадания под обстрел.

#### 30 апреля
Появились данные о переброске Россией в район Изюма дополнительных сил из Белгорода — вероятно, для попыток продвижения на юг, которые остаются безуспешными. По данным властей Украины, в район Изюма приезжал начальник российского Генштаба Валерий Герасимов; он посетил командный пункт 2-й общевойсковой армии и воздушно-десантных войск, устроенный в школе № 12 Изюма. В этот день украинские войска нанесли удар по школе, но Герасимова там уже не было. Представитель Украины сообщил о ликвидации около 200 российских военных, в том числе, по предварительной информации, генерал-майора Андрея Симонова, который был одним из начальников базы в Изюме. По оценке ISW, удар нарушил действия российских войск на изюмском направлении и мог затруднить российское наступление из города в течение следующих нескольких дней.

### Май

#### 3 мая
Украинские войска уничтожили российский конвой с припасами в Весёлом.

#### 4 мая
Российские силы нанесли удары по украинским позициям к востоку и западу от Изюма и, вероятно, пытались уничтожить украинский понтонный мост через Северский Донец в Протопоповке. Минобороны РФ заявило, что мост был уничтожен, однако Институт по изучению войны не смог независимо подтвердить это заявление.

#### 5 мая
Местные власти Харькова заявляли, что российское подкрепление двигалось через Купянск и Волчанск к линии фронта. Генштаб Украины заявил, что части 4-й танковой дивизии и 106-й воздушно-десантной дивизии армии РФ отступили в Россию в связи с тяжёлыми потерями.

#### 6 мая
На спутниковых снимках были запечатлены пожары к северо-западу от Изюма, что указывает на продолжающиеся обстрелы, однако Институт по изучению войны не обнаружил никаких фото- и видеоматериалов, указывающих на достижения украинских сил, и не может утверждать о проведении украинской стороной штурмовых операций, а Генштаб Украины не заявлял о каких-либо атаках в сторону Изюма. Украинская сторона заявила, что украинские войска нанесли российским силам тяжёлые потери в районе Барвенкового. Украинский Генштаб сообщил, что российские силы занимаются воздушной разведкой украинских позиций, а также перебрасывают неустановленные части Восточного военного округа на Изюмское направление.

#### 7 мая
Украинские силы продолжили сдерживание российского продвижения в сторону Барвенкового. Исходя из видеозаписей с украинского дрона, украинские войска скорее всего отразили атаки российских сил на запад от Изюма по посёлкам Заводы и Великая Камышеваха. Генштаб Украины заявил, что российские силы провели неудачную атаку на Вернополье, а изображения в соцсетях демонстрируют несколько уничтоженных единиц российских танков и бронетехники.

#### 8 мая
Не было подтверждено ведение российскими войсками каких-либо наступательных операций из Изюма. Генштаб Украины заявил, что российские войска продолжают перегруппировываться, пополнять резервы и разведывать украинские позиции для продолжения наступления на Барвенковое и Славянск. По оценке чиновника Изюмского горсовета Максима Стрельника, город разрушен на 80 %. В нём остаются 10-15 тысяч мирных жителей. Водоснабжения, отопления, газа, электроэнергии и канализации нет. С начала мая нет и мобильной связи. Еду готовят на кострах. Медицинские и похоронные службы не работают, погибших хоронят возле домов, в парках и огородах. По словам местных жителей, через некоторое время после начала боёв хоронить тела стало опасно из-за обстрелов, и они могут лежать на улицах неделями, отравляя воздух.

#### 9 мая
Генштаб Украины заявил, что элементы военно-десантных войск РФ, 1-й танковой армии, 20-й гвардейской общевойсковой армии, 29-й, 35-й, 36-й общевойсковых армий и 68-го армейского корпуса готовятся к наступлению на юг от Сулиговки на Новую Дмитровку и Курульку. Высокопоставленный представитель Минобороны США сообщил, что российские силы предпринимают артиллерийские удары и наземные атаки к юго-востоку от Изюма для продвижения к Лиману и Славянску, однако украинская оборона сильно замедлила это продвижение.

#### 10 мая
Не было подтверждено ведение российскими войсками каких-либо наступательных операций из Изюма. Генштаб Украины заявил, что российские войска продолжают перегруппировываться, пополнять резервы и заниматься разведкой для продолжения наступления на Лиман и Славянск.

#### 11 мая
Генштаб Украины заявил, что размещённые в регионе российские войска сфокусированы на нанесении огневого урона украинским войскам вокруг Изюма. Заместитель начальника Главного оперативного управления Генштаба Украины, бригадный генерал Алексей Громов заявил, что российские силы перешли в оборону из-за успехов украинской армии. Российские СМИ заявили, что украинская армия пытается пересечь Северский Донец в селе Чепель чтобы прервать российскую линию снабжения в Изюм, однако ISW не смог независимо подтвердить это заявление.

#### 12 мая
Спутниковые снимки запечатлели утонувший понтонный мост российских войск приблизительно в семи километрах на юго-запад от Изюма, с помощью которого в апреле перебрасывали тяжёлую артиллерию. ISW предполагает, что мост мог быть уничтожен украинскими войсками, которые 27 марта уже уничтожали два моста в этом же месте.
Генштаб Украины заявил, что российские войска перебросили дополнительное снаряжение и одну батальонную тактическую группу в район Изюма. Российские силы провели безуспешную атаку на Александровку и Новосёловку для занятия восточного берега Северского Донца.

#### 13 мая
Исходя из российских артобстрелов украинских сёл в районе Изюма ISW сделал вывод, что украинские силы продолжают угрожать российским войскам к западу от Изюма. Российскими силами была проведена новая неудачная попытка штурма Александровки.
Генштаб Украины заявил, что российские войска нанесли воздушные удары по украинским позициям в районе Изюма.

#### 14 мая
Глава Харьковской ОВА Олег Синегубов заявил, что украинские войска перешли в контрнаступление в направлении Изюма, скорее всего к северо-западу от Изюма, что вынудило российские войска отступить с нескольких неуточнённых территорий.
Российские телеграм-каналы заявили, что российские силы вошли в Долгенькое, но ISW считает, что им не удалось закрепится в посёлке из-за тяжёлых боёв.

#### 15 мая
Украинская авиация продолжила действовать посёлками около Изюма, занятыми российскими войсками. В соцсетях опубликовали материалы, на которых запечатлён авиаудар по российским позициям. Украинская артиллерия при поддержке беспилотников нанесла удар по российским позициям и бронетехнике приблизительно в 65 километрах на север от Изюма.
Генштаб Украины заявил, что российские силы начали наступление на Долгенькое и Богородичное, а к востоку от Изюма российские войска отступили из оккупированных посёлков из-за понесённых потерь, вероятно, вследствие украинских авиаударов.

#### 16 мая
Генштаб Украины заявил об уничтожении российского склада боеприпасов в Изюме, а также о том, что части российской 20-й общевойсковой армии перегруппировываются после потерь около Изюма и скорее всего готовятся к возобновлению наступления на Славянск.
Российские телеграм-каналы заявили, что в Долгеньком продолжаются бои, и что штурм представлял собой «кровавую мясорубку», что, по мнению ISW, указывает на высокую эффективность украинских фортификационных сооружений и нанесение значительных потерь российским силам.
Рядом с Изюмом произошёл взрыв на складе с аммиачной селитрой.

#### 17 мая
Российская авиация нанесла удар по украинским позициям около Изюма. Сообщается об уничтожении российского снаряжения в 15 километрах на север от Изюма в результате удара украинской артиллерии.
Генштаб Украины заявил, что российские войска накапливают пехоту и резервы для возобновления наступления на Славянск. По мнению ISW, российским силам скорее всего не удалось занять трассу к востоку от Долгенького, контроль которой необходим для продвижения к Славянску.

#### 18 мая
Российские войска не продвинулись южнее Изюма. Украинская артиллерия нанесла удар по российским средствам радиоэлектронной борьбы в 7 километрах от Изюма.
Генштаб Украины заявил, что российские войска использовали дроны, ракеты и артиллерию для поддержки безуспешного штурма Долгенького.

#### 19 мая
Российские войска предприняли неудачные попытки возобновления наступательных действий на юго-запад от Изюма и не продвинулись в направлении Славянска и Лимана.
Генштаб Украины заявил, что в результате провалившейся попытки штурма Великой Камышевахи российские войска понесли значительные потери и отступили. Заместитель начальника Главного оперативного управления Генштаба Украины Алексей Громов заявил, что российские войска возобновляют наступление на Славянск несмотря на потерю наступательных возможностей.

#### 20 мая
Российские войска провели наступательную операцию в направлении Славянска, но какие-либо успехи не подтверждены. Также российская артиллерия обстреляла Долгенькое и Долину.
Генштаб Украины заявил, что российские войска пытаются возвести понтонный мост через Северский Донец в районе Яремовки.

#### 21 мая
Российские войска обстреляли Великую Камышеваху и Долгенькое. На видеозаписи, опубликованной ДНР, войска ДНР изучают разрушенную дамбу в Осколе, что указывает на отступление украинских войск от населённого пункта.

#### 22 мая
Российские войска обстреляли прифронтовые поселения к юго-востоку и юго-западу от Изюма.

#### 23 мая
Российские войска нанесли артиллерийские удары и провели разведку украинских позиций к юго-востоку от Изюма вокруг населённых пунктов Диброво, Вернополье, Богородичноу, Гусаровка, Чепиль, Долина, Студенок и Святогорск.
Генштаб Украины заявил, что неустановленные части Западного, Центрального и Восточного военных округов России вместе с 11-м армейским корпусом Балтийского флота готовятся к возобновлению наступления на Славянск. Также сообщается, что российские силы усиливают полицейско-административный режим на северо-востоке Харьковской области, вероятно, для противодействия украинским партизанам.

#### 24 мая
Российские войска продолжили ведение разведки в районе Изюма.
Генштаб Украины заявил, что россияне, скорее всего, готовятся к возобновлению наступления на Славянск и размещают дополнительную артиллерию в южных окраинах Изюма. Депутат Изюмского городского совета Максим Стрельник заявил, что к возобновлению большого окружения украинских войск готовятся 25 батальонных тактических групп составом около 20 тысяч человек, но ISW не может подтвердить это заявление и указывает, что Стрельник может ссылаться на отчёт Генштаба Украины за 22 апреля, в котором было сказано о нахождении в районе Изюма двадцати пяти российских батальонных тактических групп. По мнению ISW, российские подразделения в этом районе сильно деградировали, от чего крайне маловероятно нахождение там полных БТГ.

#### 25 мая
Российские войска попытались продвинуться в сторону Лимана, но не достигли успехов. Генштаб Украины заявил, что российскими войсками был предпринят неудачный штурм Долгенкого.

### Июнь

#### 3 июня
Российский военный блогер Бойцовый кот Мурз заявил, что 35-я общевойсковая армия Вооружённых сил РФ была уничтожена из-за некомпетентности российского руководства. По утверждению блогера, в результате игнорирования сложностей ведения боя в лесах около Изюма от 64-й и 38-й отдельных мотострелковых бригад осталось лишь около ста боеспособных военнослужащих. Институт изучения войны (ISW) не смог независимо подтвердить эти утверждения, однако отмечает, что они соответствуют предыдущим сообщениям о действиях российских войск и их потерях на изюмском направлении.

#### 4 июня
По заявлению украинской стороны в боях за Изюм 35-я общевойсковая армия России была ликвидирована почти полностью.

## Разрушения
В городе были повреждены или разрушены более 5000 частных и 120 многоквартирных домов. Большой ущерб понесли школы, мосты и прочая инфраструктура. Мэр Валерий Марченко оценил требуемое для восстановления время как по меньшей мере 10 лет.

### Уничтожение культурного наследия
В марте российская армия разрушила обстрелами мемориал погибшим в Великой Отечественной войне на горе Кременец. Пострадали и расположенные рядом половецкие каменные бабы 9—13 веков, одна из которых уничтожена. Кроме того, по данным ЮНЕСКО, в ходе боёв были разрушены или повреждены Вознесенский собор и церковь «Новая жизнь», дом культуры «Железнодорожник», построенное в XIX веке здание управления труда и социальной защиты населения Изюмского городского совета, музыкальная школа (здание второй половины XIX века) и школа 1882 года постройки в Изюме, а также православная церковь в селе Каменка Изюмского района.

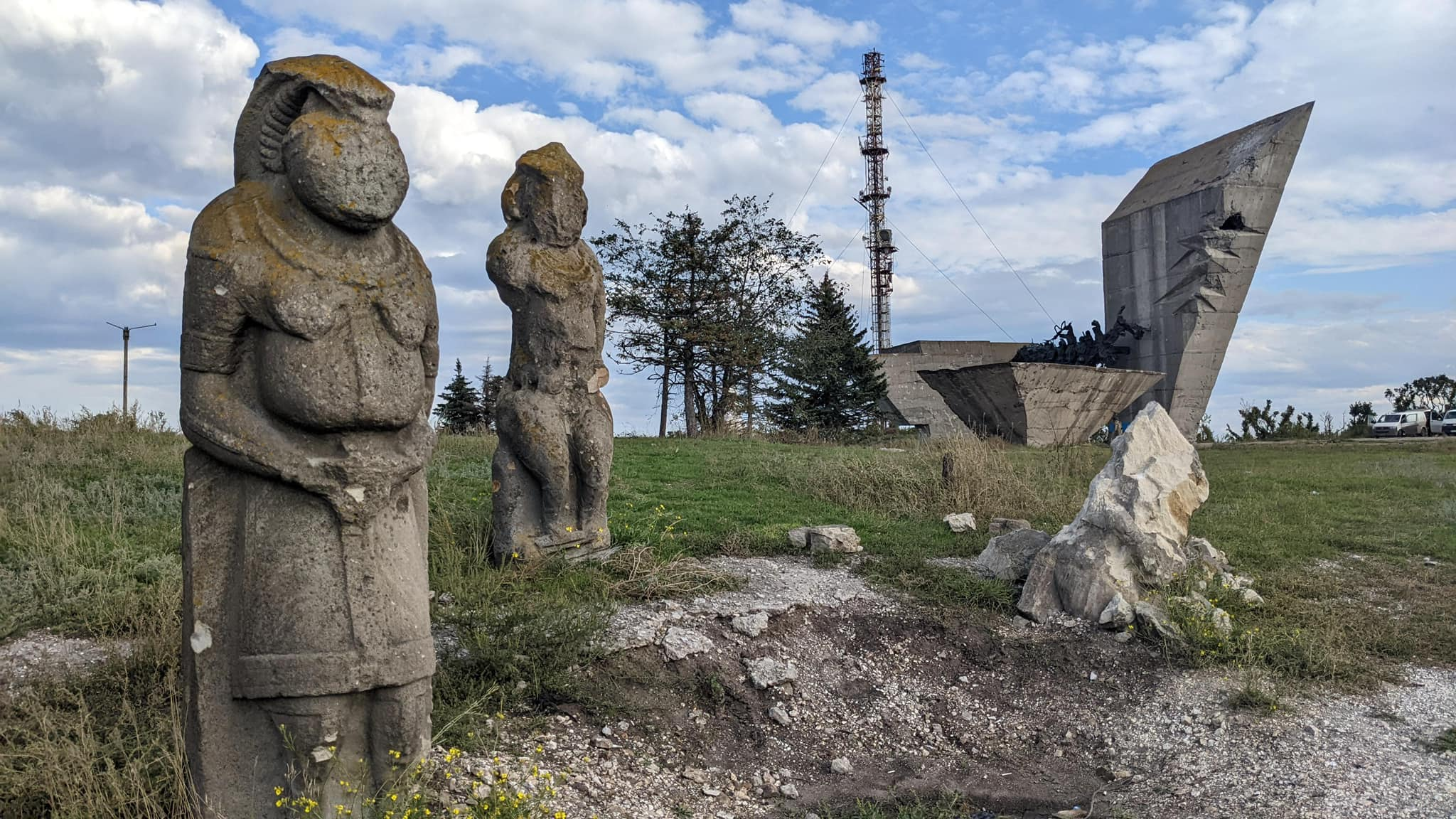
Разбитая половецкая баба и повреждённый военный мемориал на горе Кременец
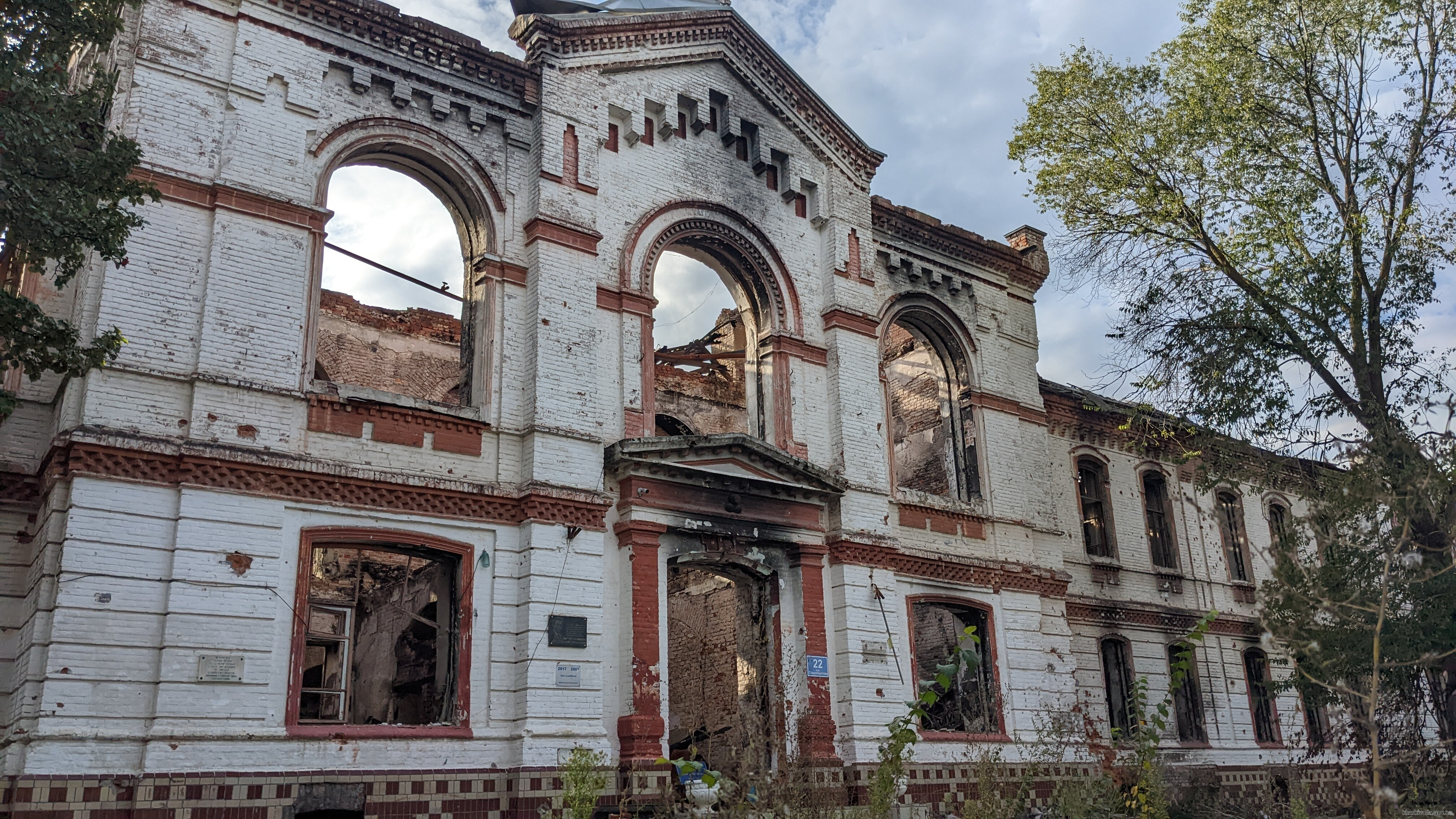
Здание реального училища (1882)
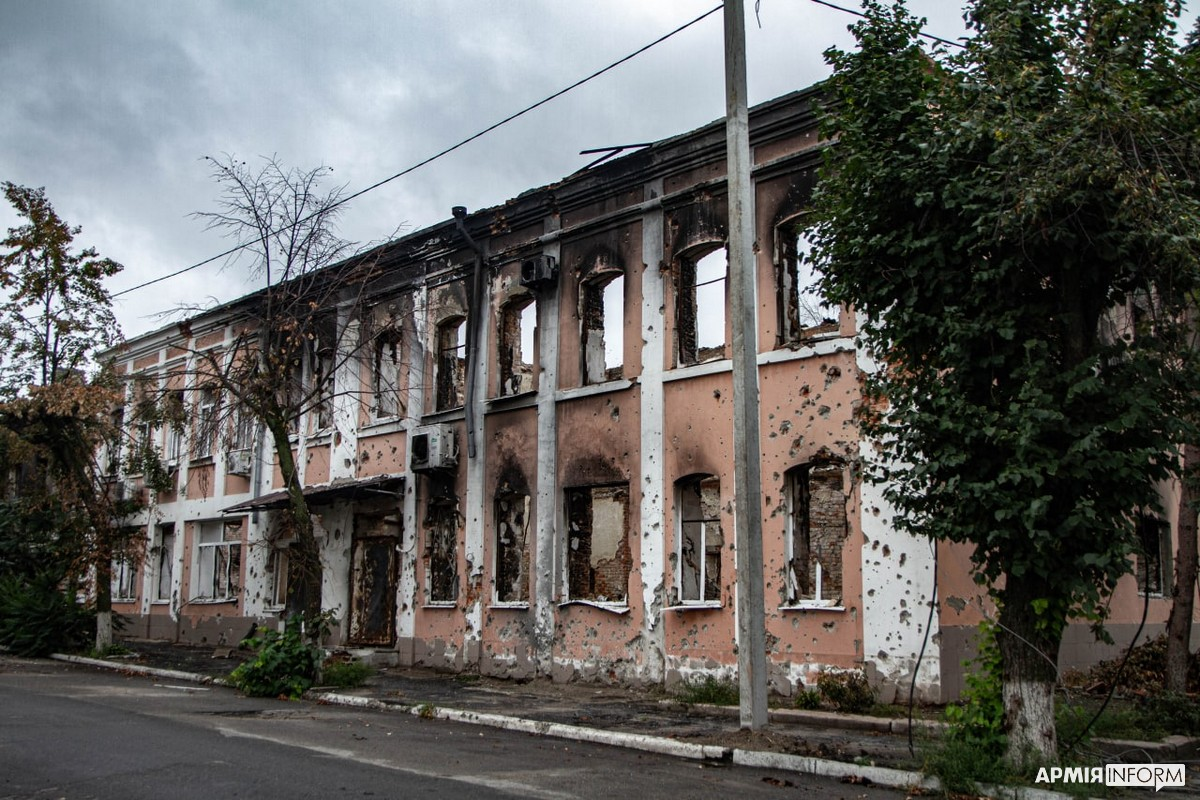
Здание управления труда и социальной защиты (XIX век)
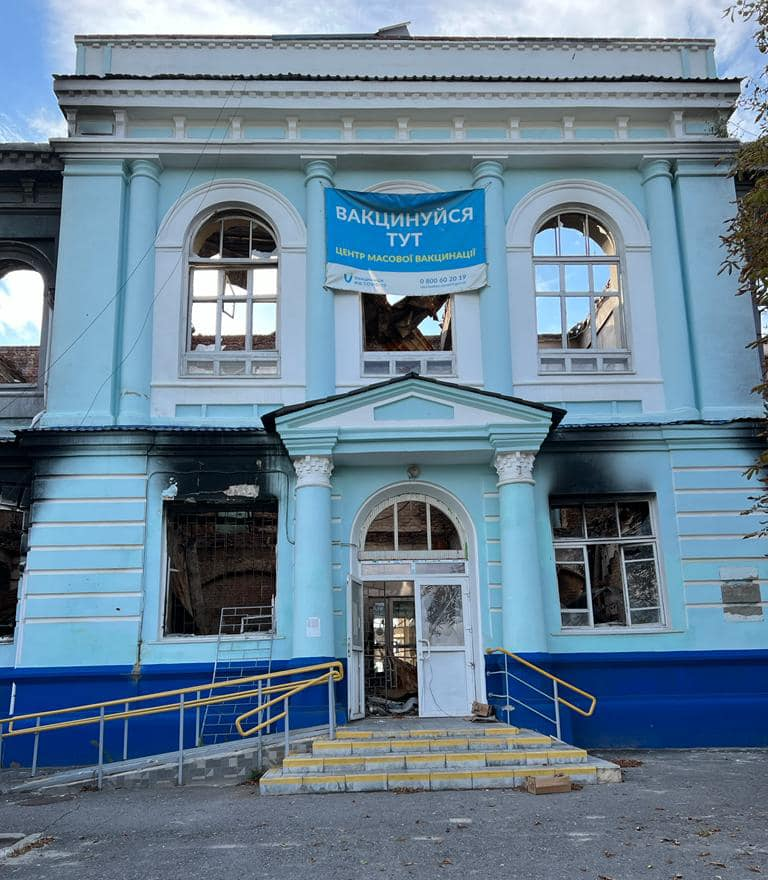
Здание Изюмской женской гимназии
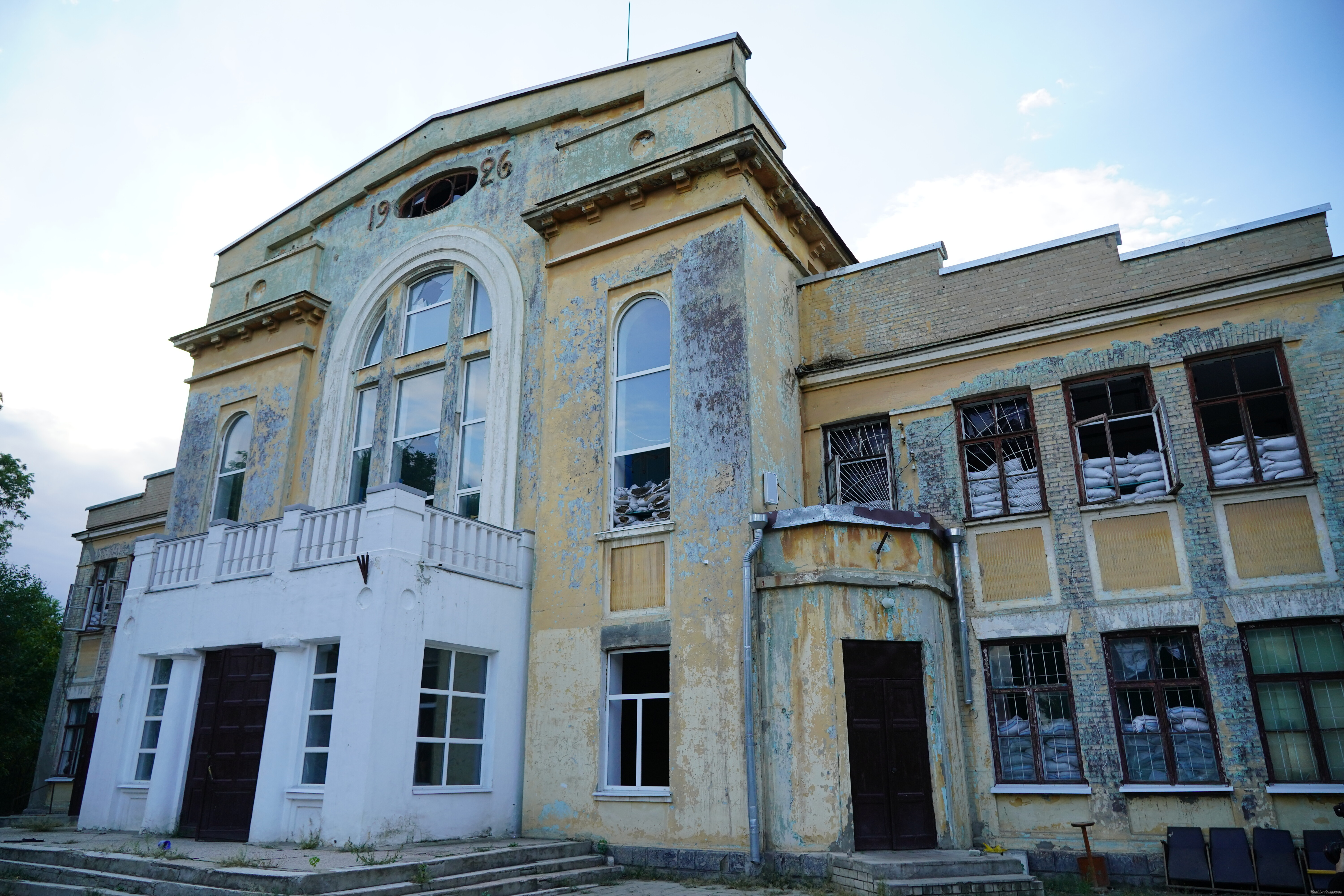
Дом культуры «Железнодорожник»
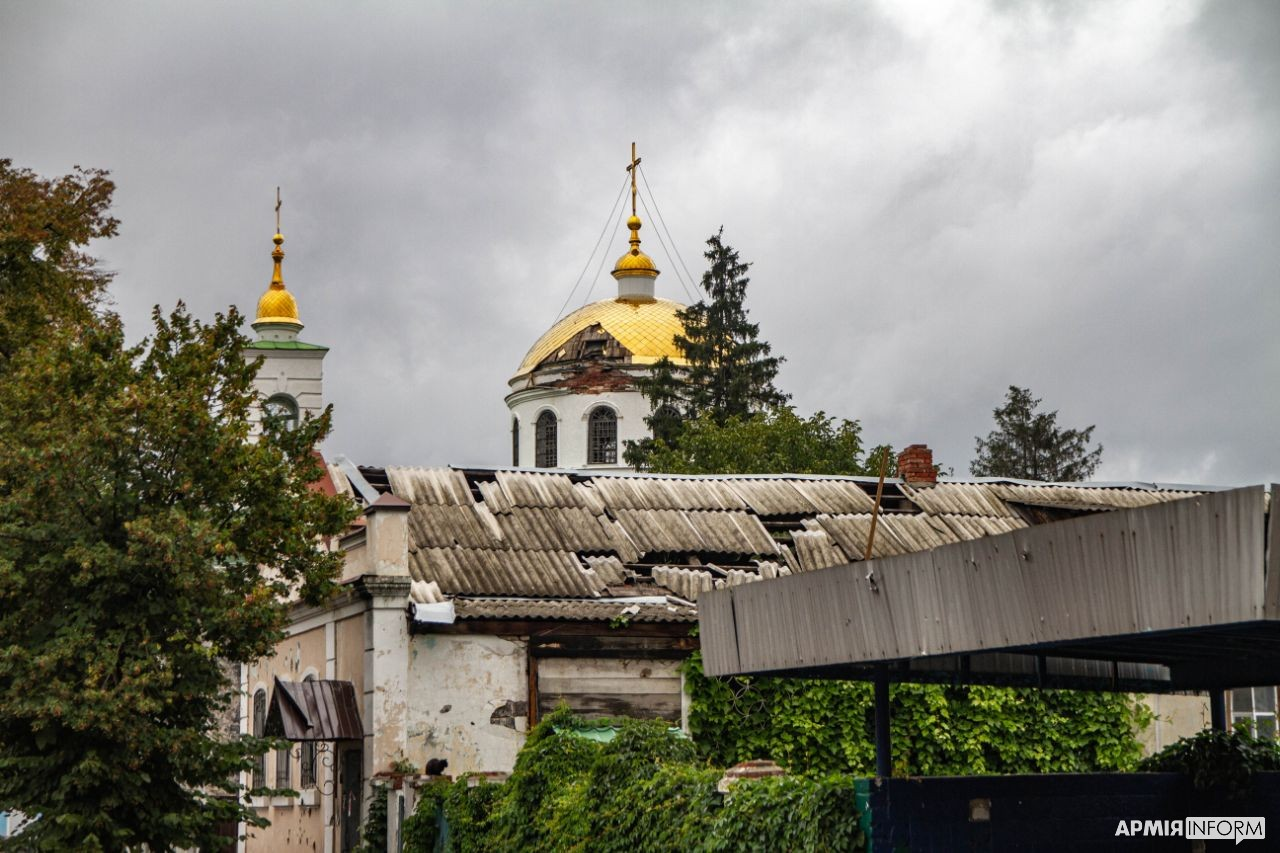
Крестовоздвиженская церковь

## Оценка хода боёв
По оценке ISW на 15 мая, Россия, вероятно, отказалась от цели окружить украинские подразделения в большом котле, замкнутом по линии Донецк — Изюм, и перенаправила усилия на захват Луганской области.

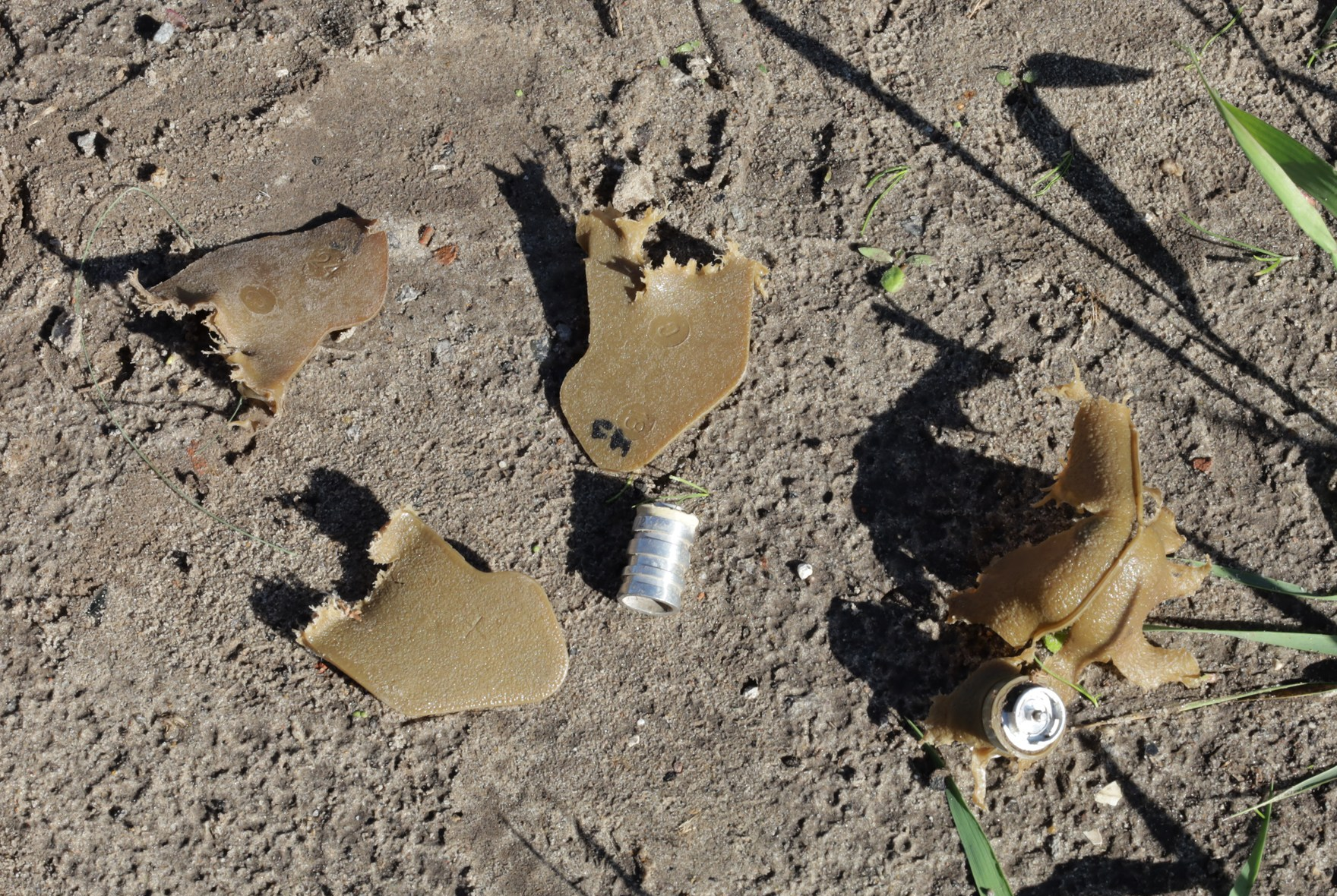
Остатки противопехотных мин ПФМ-1 в Изюмском районе

По состоянию на 24 мая ISW заключил, что большинство российских военнослужащих в районе Изюма находятся в тылу или не боеспособны, а плохая тактика в основном сводит на нет численный вес на этом фронте, поскольку российские силы по-прежнему ограничены проведением узких атак вдоль основных дорог, в которых за один бой в лучшем случае участвует одна батальонная тактическая группа.

### Использование противопехотных мин
Human Rights Watch опубликовала отчёт, согласно которому при обстреле российских военных объектов в районе Изюма украинские войска использовали противопехотные мины ПФМ-1, запрещённые международной конвенцией, которую ранее подписала Украина. Согласно отчёту, ориентация хвостовиков ракет и направления ударов по строениям позволяют определить, что ракеты, доставлявшие мины, были выпущены с территории, подконтрольной ВСУ; по заявлениям местных жителей, войска РФ предупреждали местных жителей об опасности мин и занимались разминированием; всё это плохо согласуется с предположением, что в Изюме минирование производилось российской стороной. Глава отдела HRW по видам вооружений Стив Гус отметил: «Российские войска в Украине неоднократно применяли противопехотные мины и совершали зверства, но это не оправдывает применение Украиной запрещённого оружия». Минирование обширной территории привело к жертвам среди гражданского населения: по информации медицинских работников, от мин ранения получили около 50 местных жителей, среди них 5 детей; в половине случаев докторам пришлось проводить ампутацию нижних частей ног. Министерство обороны Украины отвергло обвинения, однако министерство иностранных дел заявило о том, что приведённые в докладе сведения будут изучены уполномоченными украинскими органами.

## Российская оккупация

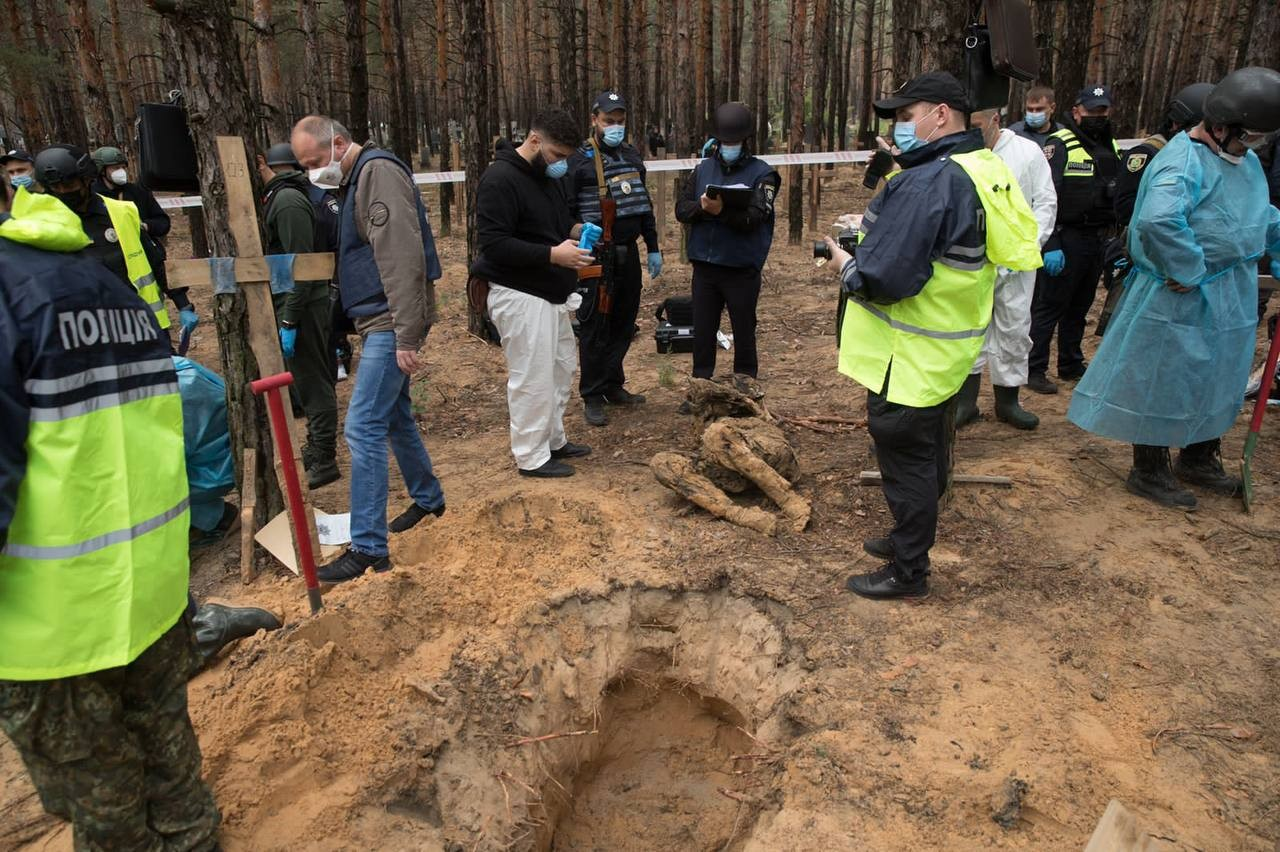
Эксгумация тел из массового захоронения, 16 сентября 2022

По словам эвакуировавшихся жителей города, опрошенных BBC, российские солдаты обыскивали и грабили дома и магазины. Жители Изюма, опрошенные Human Rights Watch, сообщают, что военные отбирали у них электронику, украшения, автомобили, прочие вещи и деньги. Население подвергалось произвольным задержаниям и систематическим пыткам избиениями, током, водой и другими способами. После освобождения города в нём было обнаружено не менее 10 мест, приспособленных российскими силовиками для допросов и пыток: два отделения полиции, здание больницы возле вокзала, школы № 2 и № 6, территория бывшего оптико-механического завода, подвалы и погреба на окраинах Изюма (сообщается также о ряде других мест: станция водоснабжения, школа № 12, детский сад и прочие). По словам всех задержанных, от них требовали выдать служащих украинской полиции, теробороны и участников войны в Донбассе.
После отступления российской армии в лесу под городом обнаружили массовое захоронение, содержащее около 440 могил. На некоторых телах есть следы пыток. За 6 месяцев оккупации, по данным Украины, в Изюме погибло более 1000 местных жителей.